# Chentiimentiu
Chentiimentiu (v překladu „Ten, který je vpředu (=Pán) západních“, do češtiny přepisováno také jako Chontiamentej) je staroegyptský bůh, jeho jméno je známo také ve verzi Chentiimentet - „Ten, který je vpředu (= Pán) západu“. Jeho kultovním centrem byl v nejstarší době Abýdos, kde se nacházely nejstarší panovnické hrobky dynastického Egypta.
Západem v jeho jménu se ve starověkém Egyptě rozumí geografický západ, v němž zapadá slunce z tohoto světa do podsvětí, to znamená svět zemřelých. Chentiimentiu byl tedy jedním ze staroegyptských bohů zemřelých a ochránců pohřebišť. Proto splýval s významově podobnými bohy, zejména s Anupem a Usirem, od 12. dynastie také s Vepuauetem. Obzvláště jeho spojení s Usirem je významné, neboť v pozdějším náboženském myšlení představuje jeden z hlavních aspektů tohoto podsvětního boha. 
Méně přijímaná interpretace tohoto boha, kterou nejnověji reprezentuje John Ray, ovšem dovozuje, že Chentiimentiu ve skutečnosti nikdy nebyl samostatným bohem, ale že to od samého počátku byl pouhý titul Usira, „jehož pravé jméno vzbuzovalo příliš velkou bázeň, než aby se vyslovovalo, a nahrazovalo se tedy méně znepokojivým epitetem“. Faktem je, že Chentiimentiu je doložen od nejstarších dob, zatímco Usira, přestože z řady náznaků lze usuzovat, že byl od počátku významnou postavou egyptského pantheonu a významově je třeba jej předpokládat už pro nejstarší teologický koncept Devatera z Iunu, nelze spolehlivě ani ikonograficky ani textově prokázat před dobou 5. dynastie. Proti této teorii ovšem může svědčit Chentiimentiho ztotožňování s Anupem, který byl vždy od Usira odlišován.
Chentiimentiu byl zobrazován v podobě černého ležícího psa nebo šakala, jen v případě spojování s Usirem přebíral jeho atributy.